# Vinicius Figueira

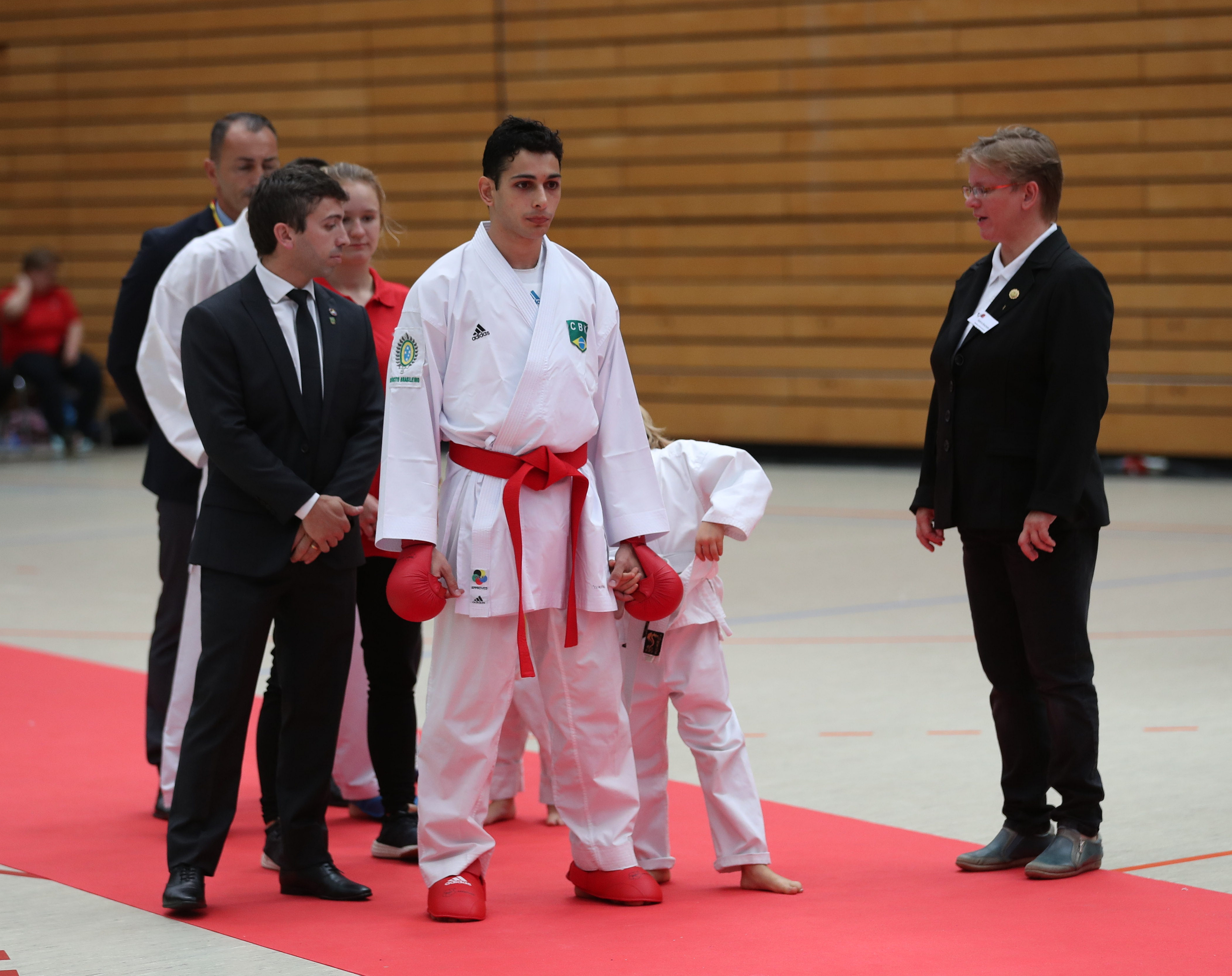
Vinicius Figueira, 2018

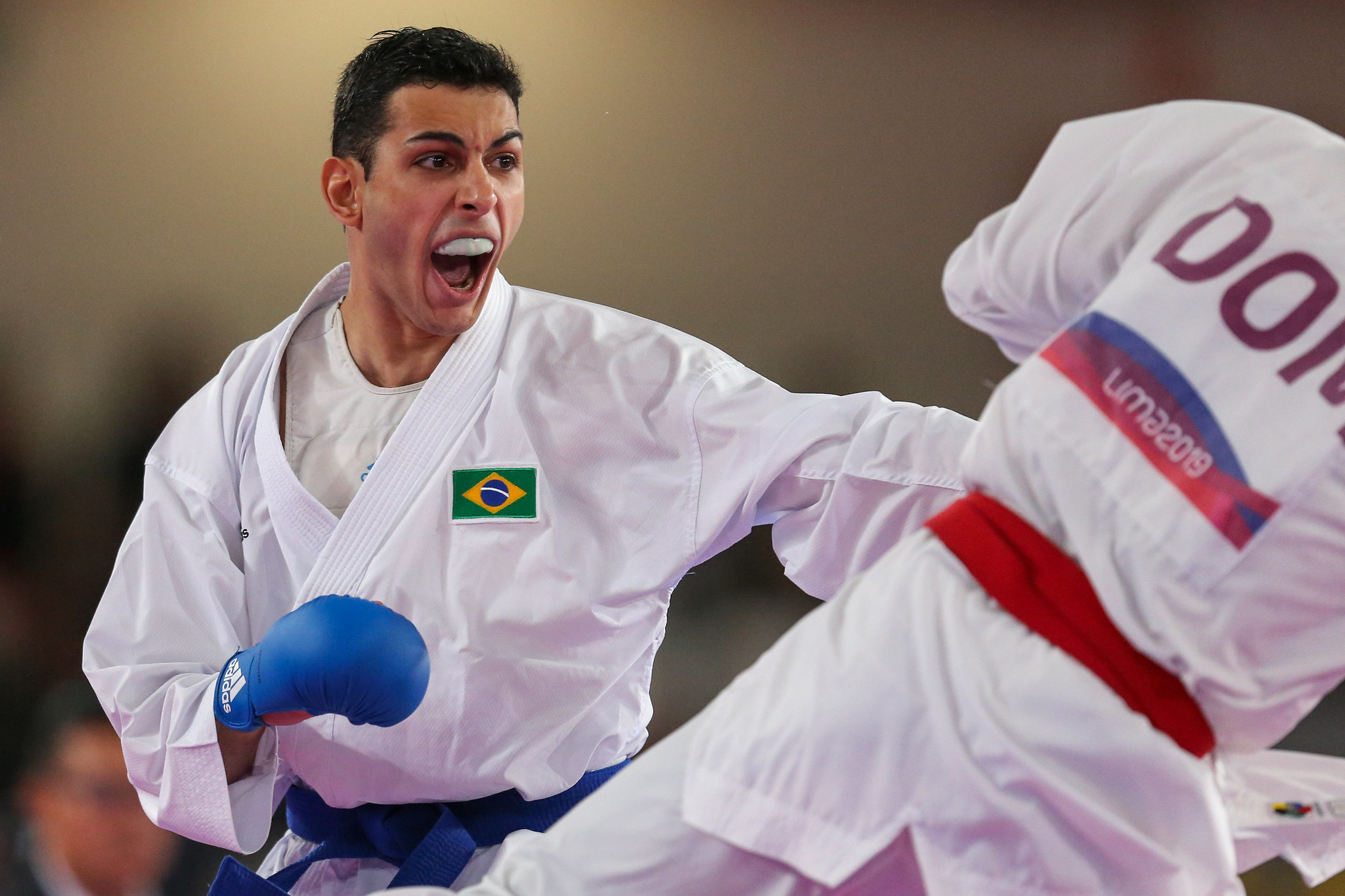
Vinicius Figueira (Brasil) durante as eliminatórias da categoria -67kg do caratê nos Jogos Pan-Americanos Lima 2019. Local: Polideportivo Villa El Salvador, em LIma (Peru). Data: 11.08.2019. Crédito: Abelardo Mendes Jr/ rededoesporte.gov.br

Vinicius Rezende Figueira é um carateca brasileiro, medalhista de bronze nos Jogos Pan-Americanos de Lima 2019 na categoria até 67kg. Foi vice-campeão do Mundial de Madri, em 2018, ao ser derrotado na final pelo francês Steven Acosta, por 6 x 5. 